# Anomocora marchadi
Espèce
Statut CITES
Anomocora marchadi est une espèce de coraux appartenant à la famille des Caryophylliidae.